# Krumbach (Biebertal)
Krumbach is een plaats in de Duitse gemeente Biebertal, deelstaat Hessen, en telt 812 inwoners.

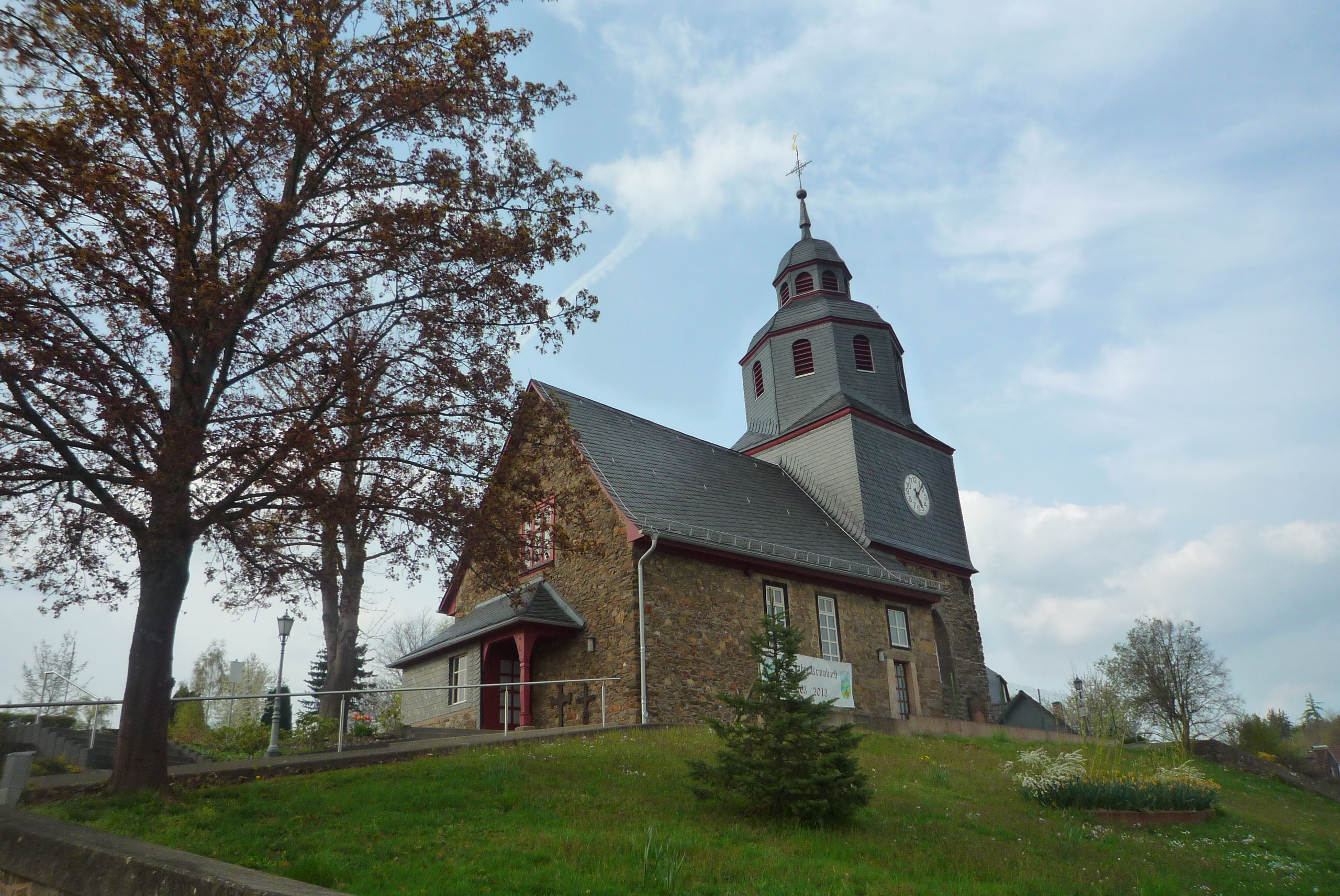
Lutherse kerk in Krumbach